# Bunte Stachelreisratte
Die Bunte Stachelreisratte (Neacomys pictus) ist ein seltenes und wenig erforschtes Nagetier in der Gattung der Stachelreisratten. Eine Studie von 1961 listete die Population als Unterart der Schmalfuß-Stachelreisratte (Neacomys tenuipes).

## Merkmale
Verglichen mit den meisten anderen Gattungsvertretern ist die Art mit einer Kopf-Rumpf-Länge von 60 bis 88 mm, einer Schwanzlänge von 74 bis 87 mm und einem Gewicht von 13 bis 22 g klein. Sie hat 20 bis 23 mm lange Hinterfüße und 12 bis 15 mm lange Ohren. Das mit vielen Borsten und Stacheln durchmischte Fell der Oberseite ist orangebraun mit einigen eingestreuten schwarzen Stacheln. Es besteht eine deutliche Grenze zur weißlichen Unterseite. Abweichend zur 2023 neu beschriebenen Art Neacomys marci sind die Haare des Bauches an den Wurzeln leicht violett und nicht gelbbraun. Der Schwanz hat bei der Bunten Stachelreisratte im vorderen Bereich eine hellere Unterseite, während er bei Neacomys marci einfarbig ist. Auf den kleinen Ohren sind orange Haare vorhanden. Typisch sind lange und schmale Hinterfüße. Jungtiere besitzen ein weiches und dunkelbraunes Fell.

## Verbreitung und Lebensweise
Dieses Nagetier ist nur aus dem Süden der Provinz Darién in Panama bekannt. Es lebt im Hügelland zwischen 550 und 600 Metern Höhe. Fast alle dokumentierten Exemplare stammen aus dem Fund, der Anfang des 20. Jahrhunderts zur Erstbeschreibung der Art führte. Soweit bekannt lebt die Bunte Stachelreisratte im Grasland und in Strauchflächen, die an immergrüne Wälder anschließen.
Die Gestalt des Tieres und der Vergleich mit verwandten Arten lassen vermuten, dass die Individuen am Boden leben und einzelgängerisch sind. Die ähnliche Guyana-Stachelreisratte (Neacomys guianae) frisst zu 60 Prozent Insekten sowie zu 40 Prozent Pflanzensamen, Früchte und grüne Gewächse.

## Bedrohung
Im Umfeld der Fundplätze liegt der Nationalpark Darién. Zur Populationsgröße und möglichen Gefahren gibt es keine Angaben. Die IUCN listet die Art mit unzureichender Datenlage (data deficient).